# Planlos
Planlos est un groupe allemand de punk rock, originaire de Grevenbroich. Après une première période d'activité entre 1993 et 2010, le groupe se reforme en 2019 et fait ses adieux définitifs en 2024.

## Histoire

### Débuts (1993–1999)
Le groupe est formé fin 1993 à Grevenbroich par le futur chanteur Pino et le batteur de l'époque Sylvester Saveski. Après un peu plus de six mois dans la salle de répétition, ils donnent leurs premiers concerts avec les trois autres membres. Le groupe joue en live lors de concerts dans les environs et en première partie de Wizo. Des concerts avec d'autres groupes à Ratingen suivent. Pendant cette période initiale, une première démo est enregistrée dans un studio de Kaarst. Ensuite, les premiers membres quittent le groupe et sont remplacés. Comme Pino pouvait enregistrer des chansons avec son appareil 8 pistes, les deux premières chansons publiées apparaissent ainsi sur le sampler Vitaminepillen.
En 1996, le groupe enregistre son premier single Gruss aus Ibiza en auto-production au studio Sound Station de Ratingen. Il est tiré à 800 exemplaires, qui sont rapidement épuisés. Grâce à ce single, le groupe réussit également à obtenir des concerts dans toute l'Allemagne et à décrocher un contrat chez ZYX Music. Le premier album Spiel des Lebens (1998) permet au groupe de signer un contrat avec le label Day-Glo Records et le distributeur SPV. L'album est ainsi disponible en magasin dans toute l'Allemagne. Fin 1998, le groupe donne un concert de Noël à guichets fermés dans sa ville natale de Grevenbroich. S'ensuivent diverses prestations de soutien pour The Living End, UK Subs et des groupes plus petits, des contributions à des samplers et des concerts dans toute l'Allemagne.

### DeVerraten und Verkauftà10 Jahre Planlos(2000–2004)
En 2000, le deuxième album Verraten und Verkauft sort,. Avant l'enregistrement, il y a un remaniement de la batterie. Michael Loecker remplace Sylvester Saveski dans le groupe. Un contrat est signé au préalable avec Universal. S'ensuivent plusieurs premières parties pour le groupe The Bates, et une petite tournée en Allemagne dans des petits clubs et des centres de jeunesse.
Avec l'album Champagner und Zigarrenqualm (2002), il y a un changement de label pour Supermusic et le nouveau distributeur Conected. À ce moment, les disques sont également distribués en Suisse et en Autriche. Le changement de label donne le temps et les moyens financiers de travailler de manière plus professionnelle. Des musiciens invités pour le piano et l'harmonica soutiennent le groupe. Zimbl (des Bates) chante avec eux sur la chanson Immer weiter. La chanson est utilisée pour un spot publicitaire de Hyundai. Il y existe aussi une version en italien, qui parait plus tard encore comme single (édition limitée). Le single Immer weiter  passe plusieurs fois à la radio, et apparait sur divers samplers. Une tournée personnelle dans les clubs allemands et des incursions en Suisse et en Autriche suivent.

### Changement (2004–2008)
En été 2004, Planlos organise le concert 10 Jahre Planlos dans leur ville natale avec 1 000 spectateurs. Peu après le concert, le guitariste Frank « FG » Goldberg et le bassiste Mario Anfang quittent le groupe. Pour les remplacer, Max Lummer à la guitare et Michael « Der Doktor » Schmitz à la basse rejoignent le groupe. Fin 2004, la collaboration avec le batteur Michael Loecker prend également fin.
Début 2005, le groupe enregistre son album Klartext au studio Mini Rock de Cologne. Le batteur Christian Sommer, qui avait déjà assisté le groupe en tant que musicien de studio lors d'autres enregistrements, reprend du service et rejoint Planlos en tant que membre permanent du groupe peu après l'enregistrement en studio. Fin mai, le groupe présente son nouvel album devant plus de 1 000 fans à la Tor 3 de Düsseldorf. À cette occasion, le groupe enregistre un album live et un DVD live. La même année, plusieurs concerts ont été donnés avec succès en Allemagne et en Autriche. Au printemps 2006, le groupe se présente à un grand public dans le soap Hammer-Soap de RTL II consacré aux bricoleurs.
En janvier 2006, le bassiste Michael Schmitz quitte le groupe pour des raisons de santé et est remplacé par Christoph Herder. En septembre 2006, le batteur Christian Sommer est remplacé par Rene Menk. C'est avec cette formation qu'ils commencent la tournée Klartext dans toute l'Allemagne au printemps 2007. En 2008, le nouvel album Feuer und Flamme sort, et le groupe fait une tournée en Allemagne.

### Séparation (2008–2010)

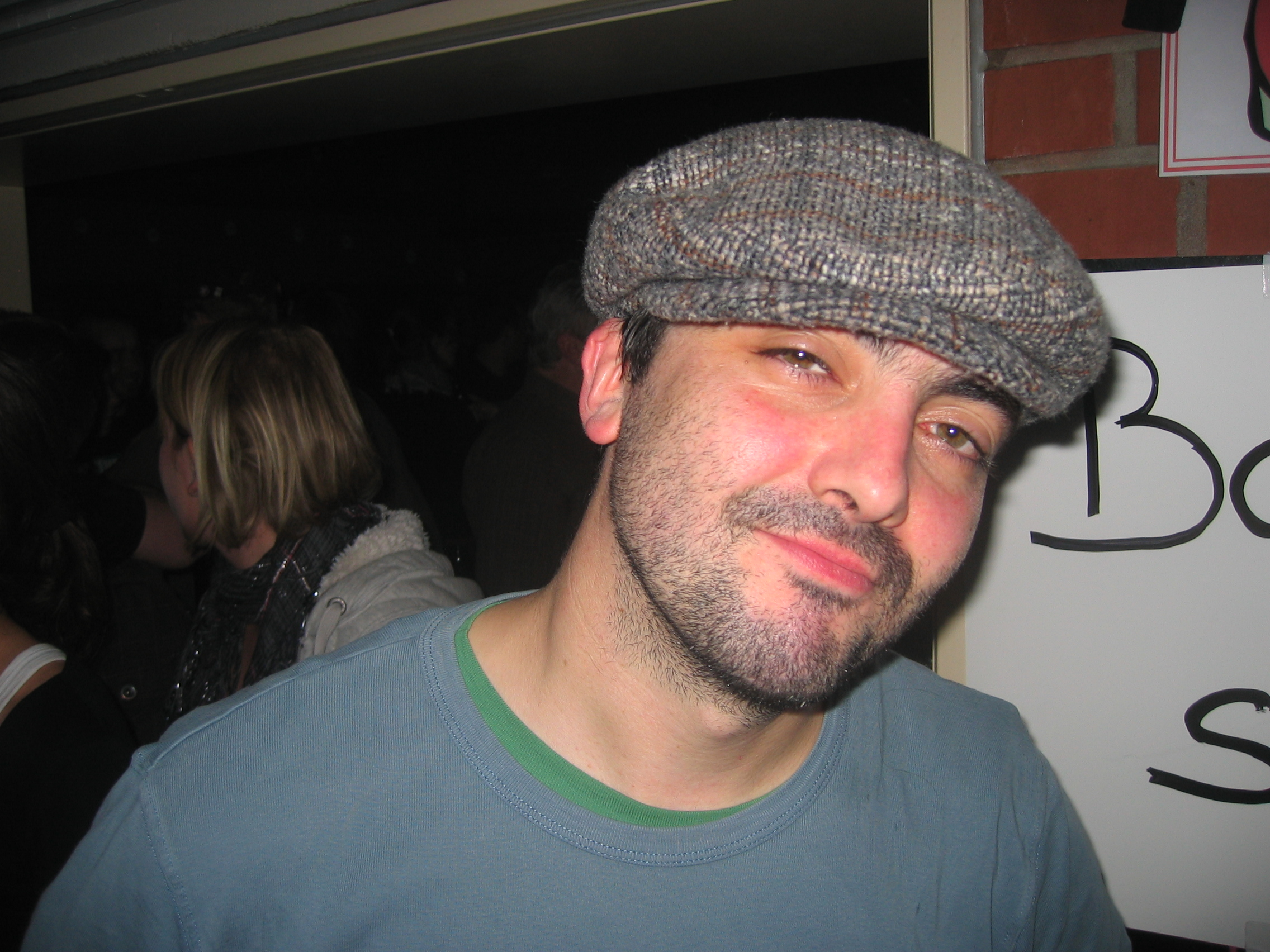
Giuseppe Avanzato, leader du groupe (décembre 2010).

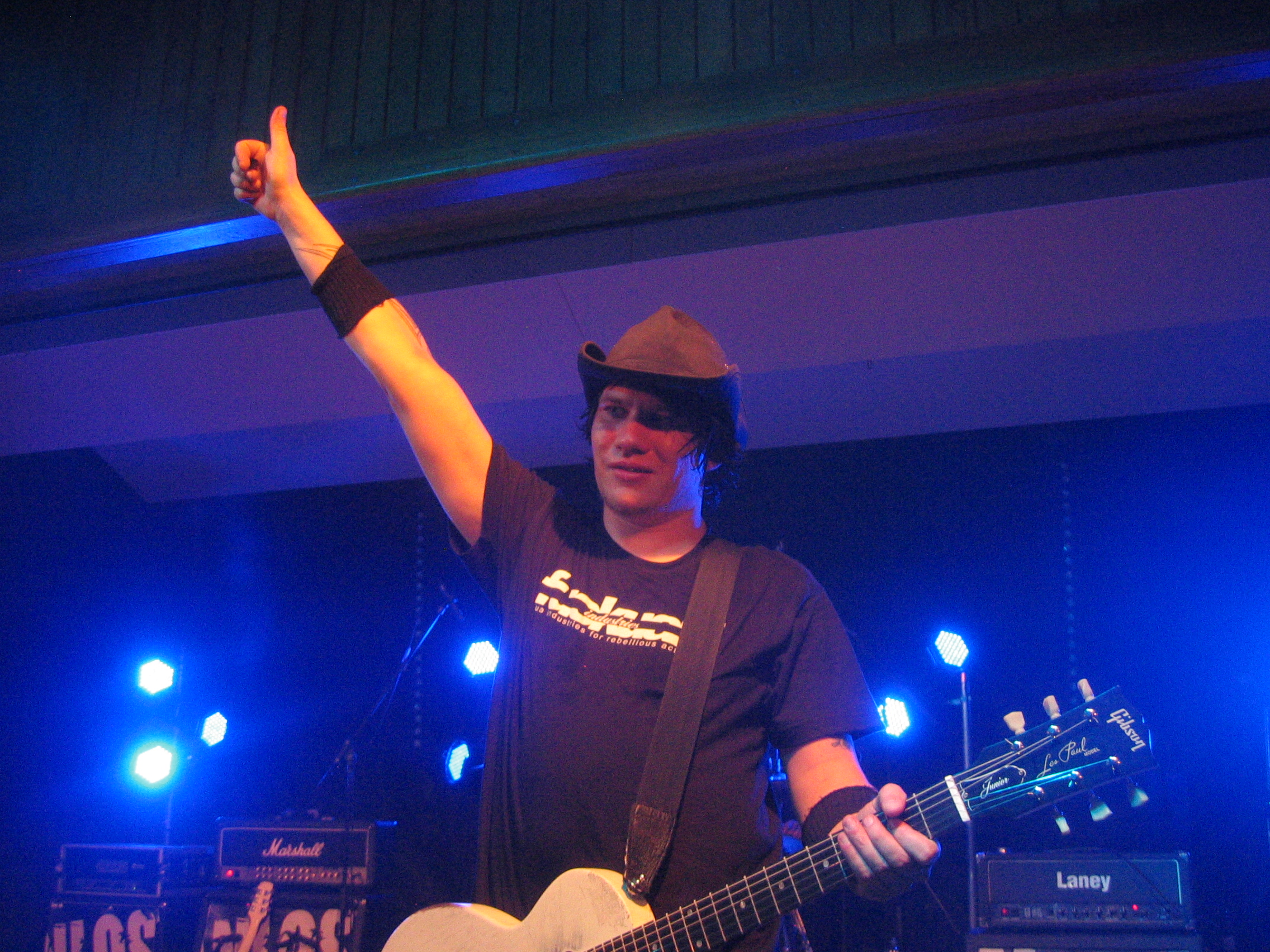
Max Lummer, guitariste du groupe (décembre 2010).

Le 17 mars 2010, le groupe annonce sa dissolution pour décembre 2010. La raison invoquée par le chanteur Pino dans une interview en 2019, est celle des nombreux remaniements dans le passé ainsi que l'incompatibilité entre travail, musique et famille. Un album d'adieu est publié avec de nouvelles chansons couplées à un best-of. La tournée d'adieu a lieu en automne. Les concerts d'adieu se déroulent sur deux jours au G.O.T. de Grevenbroich devant un total de 1 200 spectateurs.
Le chanteur principal Pino Avanzato forme en 2017 avec  René Menk (le batteur de Planlos) le groupe Lucky Charm, qui joue un mélange de rock 'n' roll moderne avec des éléments de rock alternatif ainsi que des textes en allemand.

### Retour (2019–2023)
Le 3 juillet 2019, le groupe annonce son retour via Facebook et Instagram. Un nouvel album serait en cours d'élaboration et des concerts seraient prévus. Le 14 août 2021, le groupe donne son premier concert après plus de 10 ans au festival Open Flair à Eschwege. Le lundi suivant, le single Fick Dich est annoncé pour le 20 août 2021. Le 29 octobre 2021, l'album Planlos sort, et se classe à la 30e place du hit-parade allemand des albums la semaine suivante,. En novembre et décembre de la même année, le groupe effectue sa première tournée en Allemagne depuis 11 ans. Le 6 mai 2022, l'EP Nichts wie früher est publié à l'occasion de deux concerts au G.O.T. de Grevenbroich. Lors de ces concerts, qui portaient sur les débuts du groupe, des enregistrements sont également réalisés pour un prochain album live. Le guitariste Max Lummer, qui s'était arrêté depuis le printemps 2022 pour des raisons de santé, annonce son départ du groupe en octobre 2022.
En février et avril 2023, les deux nouvelles chansons IDNP et Ich bin dabei sont mises en ligne. Le 11 juin 2023, l'exposition spéciale 30 Jahre Planlos minus 10 ouvre ses portes à la Villa Erckens à Grevenbroich. Elle se compose de 4 salles consacrées à l'histoire du groupe. Dans le cadre de cette exposition, un concert unplugged est joué le 21 juillet 2023, qui est épuisé en 7 minutes. Lors de la tournée de 2023, Manuel Franken du groupe Korsakow (de Düsseldorf) soutient le groupe lors des représentations live à la deuxième guitare. 
Dans le cadre du projet Schule ohne Rassismus – Schule mit Courage (en français : « École sans racisme - École avec courage »), une nouvelle version de Hand in Hand sort en automne et est enregistrée au printemps et en été avec les élèves du lycée de Hückelhoven.

### Dissolution définitive (2023–2024)
Le 30 octobre 2023, le groupe annonce sa dissolution définitive pour la fin de l'année 2024 ainsi que les dates d'une tournée d'adieu et d'un concert d'adieu au Zakk de Düsseldorf en décembre.
Le 26 avril 2024, le single d'adieu Raschen voller Glück est publié. Le 4 octobre 2024, la tournée d'adieu débute par un concert à Essen. Lors de cette tournée, l'ancien ingénieur du son du groupe Marius Gieselbach prend en charge la basse, car le bassiste d'origine ne pouvait jouer à la tournée pour des raisons inconnues.  Le groupe est prévu pour tourner jusqu'en novembre 2024 dans toute l'Allemagne.

## Discographie
- 1996 : Gruss aus Ibiza (single)
- 1997 : Verdammt, ich lieb' dich (single)
- 1998 : Spiel des Lebens
- 2000 : Verraten und verkauft
- 2002 : Sempre avanti (single)
- 2002 : Champagner und Zigarrenqualm
- 2002 : Champagner und Zigarrenqualm (Special Black and Silver Edition)
- 2002 : Champagner und Zigarrenqualm (Special Edition)
- 2005 : Klartext
- 2006 : Live in Düsseldorf Tor 3 (DVD + CD)
- 2008 : Feuer und Flamme
- 2010 : ...ziehen den Stecker
- 2019 : Macht euch bereit (single)
- 2021 : Die fetten Jahre (single)
- 2021 : Viva los Ramones (single)
- 2021 : Planlos (30e place des charts allemands[8])
- 2022 : Nichts wie früher (EP)
- 2024 : Taschen voller Glück (single)